# Mikel Urquijo Goitia
Mikel Urquijo Goitia (Durango, 1964) es un historiador español.

## Biografía
Nacido en la localidad vizcaína de Durango en 1964, obtuvo el doctorado en Geografía e Historia en la Universidad del País Vasco, donde es también profesor. Es autor de obras como Liberales y carlistas: revolución y fueros vascos en el preludio de la última guerra carlista (1994); La enseñanza de la historia de España y el País Vasco en el nuevo bachillerato (2000); Dos aproximaciones a la sociedad vasca del ochocientos (2000); Diccionario biográfico de los diputados generales, consultores y secretarios de gobierno de Álava (1800-1876), de 2004; Materiales para la Historia del Mundo Actual (2006, dos volúmenes), con Fernando Martínez Rueda, y Diccionario biográfico de los parlamentarios de Vasconia (1876-1939) (2007, en tres volúmenes). Participó también en Bilbao desde sus alcaldes. Diccionario biográfico de los alcaldes de Bilbao y gestión municipal en tiempos de revolución democrática (1902-1937), coordinado por Joseba Agirreazkuenaga y publicado en 2003. Fue, asimismo, portavoz de Geureak-1936, asociación que busca desagraviar a las víctimas de la dictadura franquista.